# Vulmont

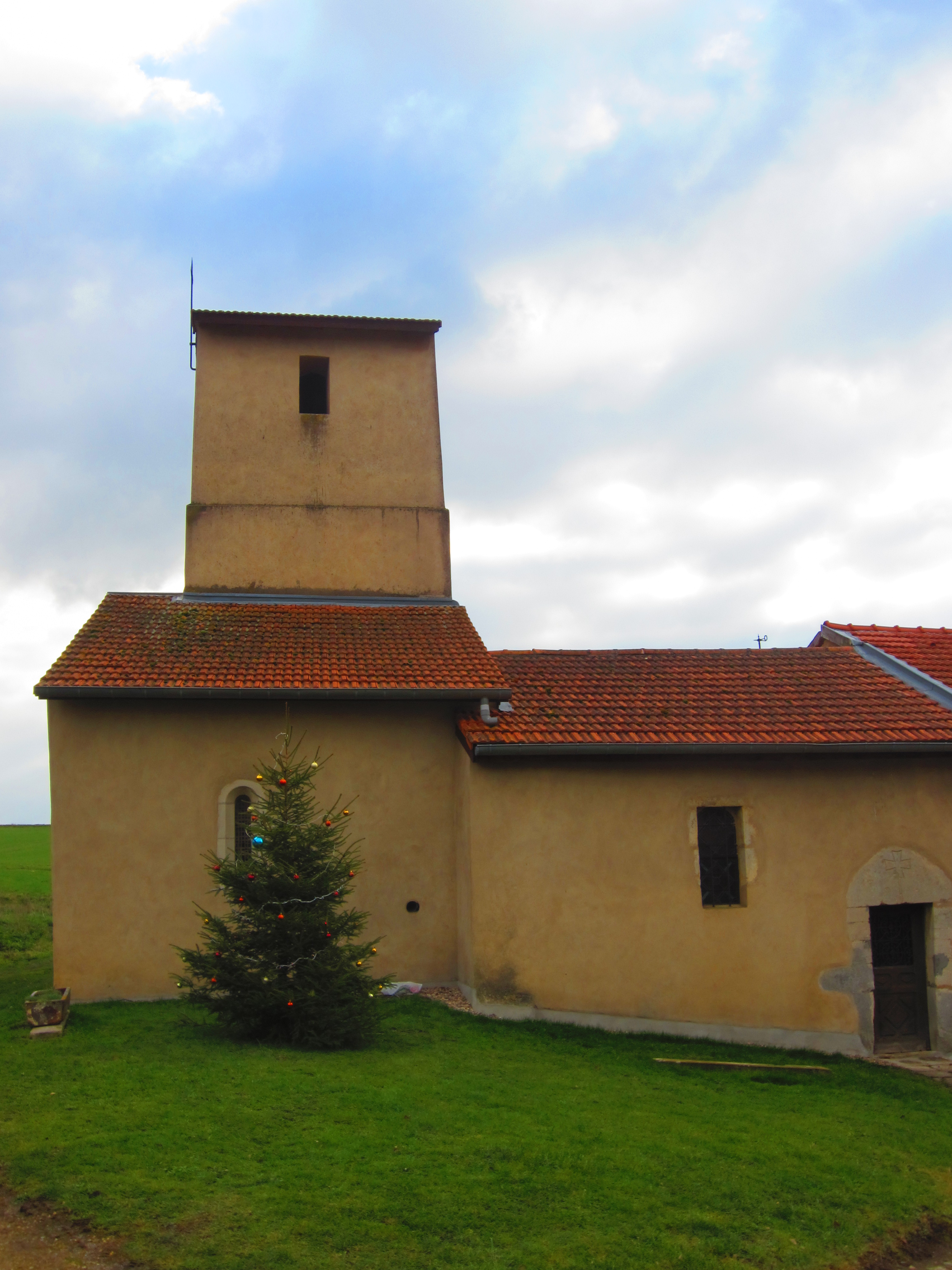
Kirche St. Nicolas

Vulmont ist eine französische Gemeinde mit 31 Einwohnern (Stand 1. Januar 2022) im Département Moselle in der Region Grand Est (bis 2015 Lothringen). Sie gehört zum Arrondissement Metz.

## Geographie
Vulmont liegt an der Grenze zum Département Meurthe-et-Moselle, 27 Kilometer südöstlich von Metz und 20 Kilometer östlich von Pont-à-Mousson auf einer Höhe zwischen 206 und 297 m über dem Meeresspiegel. Das Gemeindegebiet umfasst 3,09 km².

## Geschichte
Der Ort gehörte früher zur Grafschaft Bar.
Durch den Frankfurter Frieden vom 10. Mai 1871 kam die Region an das deutsche Reichsland Elsaß-Lothringen, und das Dorf wurde dem Landkreis Metz im Bezirk Lothringen zugeordnet.
Die Dorfbewohner betrieben Getreide- und Obstanbau sowie Viehzucht.
Nach dem Ersten Weltkrieg musste die Region aufgrund der Bestimmungen des Versailler Vertrags 1919 an Frankreich abgetreten werden und wurde Teil des Département Moselle. Im Zweiten Weltkrieg war die Region von der deutschen Wehrmacht besetzt.
In dem kleinen Dorf gibt es eine romanische Kapelle aus dem 11. Jahrhundert.
1915–1918 trug der Ort den eingedeutschten Namen Wulberg und 1940–1944 Walburg.

### Bevölkerungsentwicklung
| Jahr      | 1962 | 1968 | 1975 | 1982 | 1990 | 1999 | 2007 | 2019 |
| Einwohner | 45   | 24   | 21   | 21   | 21   | 38   | 39   | 31   |